# Evald Fahnehielm
Johan Vilhelm Evald Fahnehielm, född den 27 mars 1847 i Gävle, död den 20 december 1917 i Stockholm, var en svensk artilleriofficer och bankman.

## Biografi
Fahnehielm blev kadett vid Krigsskolan på Karlberg 1868 och utexaminerad 1873. Samma år blev han underlöjtnant vid Gotlands nationalbeväring och 1879 löjtnant. Fahnehielm anställdes 1887 som löjtnant vid Gotlands artillerikår. År 1890 befordrades han till kapten. År 1903 tog Fahnehielm avsked från sin militära tjänst med tillstånd att kvarstå såsom kapten i Gotlands artillerikårs reserv. Under sin tid som militär innehade han flera olika befattningar, bland annat var han under en lång följd av år informationsofficer vid Artilleriläroverket på Gotland (artillerikårens underbefälsskolor) samt adjutant vid artillerikåren. Fahnehielm har även bland annat varit fortifikationsbefälhavare och tygmästare (tyg- och gevärsförrådsofficer) samt under flera perioder fört befälet över artillerikåren på Gotland. På fotografiet är kapten Fahnehielm iförd attila m/1873 (med grön krage för Gotlands artillerikår).
Jämsides med sin militära tjänstgöring hade Fahnehielm ett flertal uppdrag inom Visby samhälle i många olika sammanhang, bland annat ledamotskap av länets lasarett- och hospitalsdirektion, ordförande i hälsovårdsnämnden 1903–1907, ordförande i Planteringsgillet, ordförande i Sällskapet DBV samt under många år i dess trädgårdsstyrelse, ordförande i musikaliska Sällskapet, huvudman i DBV:s sparbank 1894–1907. Fahnehielm tog också initiativet till bildandet av en gymnastikförening i Visby. Han var intresserad av Visbys minnesmärken och var bland annat Kungl. Vitterhetsakademiens ombud i Visby. Fahnehielm var ledamot av kommittén för Visby domkyrkas restaurering 1899–1901. Det var Fahnehielm som tog initiativet till och genomdrev öppnandet av den dessförinnan igenmurade, sedermera efter honom då uppkallade ”Fahnehielmska porten” (porten kallas numera Snäckgärdsporten) i nordvästra delen av ringmuren, samt uppförandet av bron över den vallgrav som finns utanför porten.
Under åren 1907–1917 var Fahnehielm kontorschef i AB Arbetareringens bank i Stockholm. Han var också styrelseledamot och verkställande delegerad i Arbetareringens bank.
Efter sin far prosten Carl Wilhelm Fahnehielms död 1895 blev Evald Fahnehielm huvudman för adliga ätten nr. 406 Fahnehielm.
Fahnehielm och hans maka Hilda, född Wallér, är gravsatta på Norra kyrkogården i Visby.

## Utmärkelser
- Riddare av Franska Hederslegionen, 1898.[20]
- Riddare av Svärdsorden, 1893.

## Familj
Fahnehielm var son till prosten Carl Wilhelm Fahnehielm och Wilhelmina, född Strandberg. Han gifte sig 1880 i Visby med Hilda Wallér, född den 3 maj 1853 i Visby, död den 27 maj 1929 i Gävle, vilken var dotter till godsägaren, direktören vid Gotlands Enskilda bank Claes Henrik Wallér (1812–1880) och hans hustru Hedvig Maria Bertoldine Engström (1820–1904). Makarna Fahnehielm hade tillsammans barnen Thorsten, Ingrid, gift Grönhagen, och Lennart.